# NH Hotel De Ville

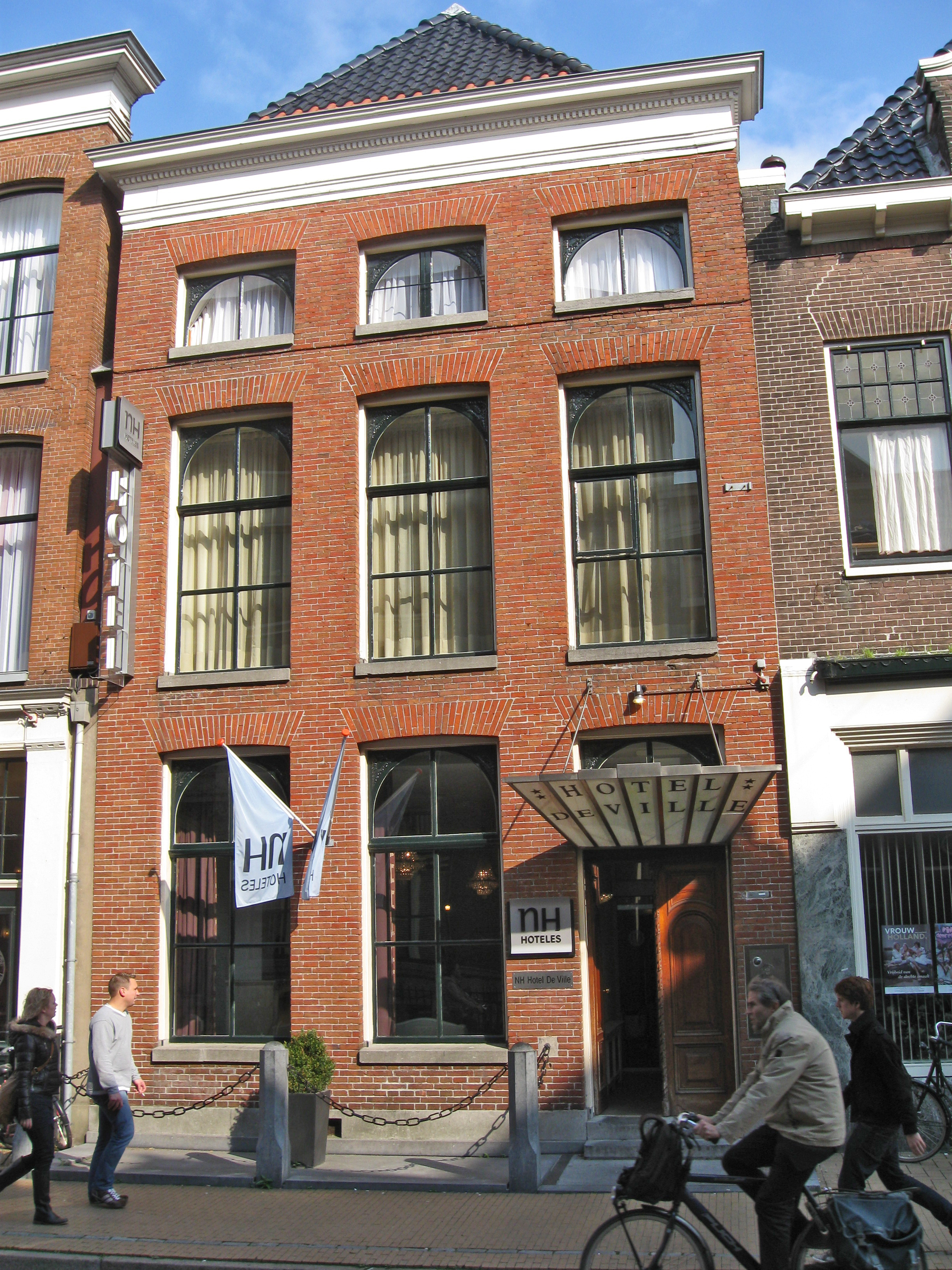
Voorzijde

NH Hotel De Ville is een 4 sterrenhotel gevestigd in een rijksmonument aan de Oude Boteringestraat 43 in Groningen. Hotel De Ville is in 1997 opgericht door Frank Verbeek en Jacques Muller. In 2003 is het hotel uitgebreid naar 66 hotelkamers. In dit nieuwe gedeelte is ook de Tuinkamer, Bibliotheek en de Penthouse gesitueerd.
Een deel van het pand is bestempeld als rijksmonument vanwege de bijzondere afwerking van de boogvormige ramen aan de voorzijde. Oorspronkelijk is dit deel gebouwd als woning en heeft ook tot 1930 als zodanig dienstgedaan. Nadien is het nog een periode gebruikt als kantoorpand.
In 2006 is Hotel De Ville in handen gekomen van NH Hoteles.